# Dôme du Goûter
De Dôme du Goûter is een 4306 meter hoge top die deel uitmaakt van de berggroep Miage-Gouter in het centrale deel van het Mont Blancmassief.
De top wordt na de Dôme des Nants als een van de meest vlakke in de Alpen beschouwd. Als de Mont Blanc via de Franse normale route beklommen wordt vormt de Dôme du Goûter een verplichte etappe.
De compleet met ijs bedekte koepel heeft vier zijden:
- in het westen, de Glacier de Bionnassay
- de rotsachtige zuidzijde bestaat uit het Italiaanse deel van de top boven de Ghiacciaio del Dôme du Goûter
- De noordwestwand wordt bedekt door de Glacier de Taconnaz
- De oostzijde bestaat uit het Petit Plateau en Grand Plateau

## Toppen van de Miage-Goûtergroep
- Dôme du Goûter (4306 m)
- Aiguille de Bionnassay (4051 m)
- Aiguille du Goûter (3863 m)
- dômes de Miage (3668 m)
- Aiguille de la Bérangère (3425 m)

## Berghutten
- Refuge Tête Rousse (3167 m)
- Refuge du Goûter (3817 m)